# 中日高速オフセット印刷
中日高速オフセット印刷株式会社（ちゅうにちこうそくオフセットいんさつ）は、愛知県名古屋市北区に本社をおく印刷会社。

## 概要
親会社である中日新聞社は新聞のカラー化を業界に先駆けて実施しており、「カラーの中日」とも評されるほどであった。このカラー印刷の技術は凸版によるものであったが、その限界を悟った中日首脳陣はオフセット印刷に活路を見いだし、1966年（昭和41年）2月、三菱重工三原製作所に第1号オフセット印刷機を発注した。当時の中日新聞社は東京新聞経営に注力しており、オフセット印刷については中日新聞社を中心に取引先との共同出資による新会社が当たることとなった。
1966年（昭和41年）7月16日、新会社は「中日高速オフセツト印刷株式会社」として登記された。設立当初の本社は中区丸の内三丁目（のち中日病院が設置）にあり、印刷工場は南外堀町（のち三の丸一丁目）の旧税務講習所の木造校舎を改造して設置された。高取武 (2005)は、「日本における新聞界最初の高速多色オフセット印刷の出発点」であるとしている。
営業印刷は1966年（昭和41年）12月8日に開始され、中日新聞社による中日新聞・東京新聞・北陸中日新聞3紙の1967年（昭和42年）1月1日付新年号第3部8ページの印刷を担った。
その後、日本唯一の新聞オフセット印刷工場であることもあり、神戸新聞・西日本新聞・中国新聞・河北新報・北海道新聞や朝鮮日報・電気新聞など次々と発注が舞い込み、早速2号機が増備されるほどで好況であった。
1969年（昭和44年）10月9日には、名古屋市北区七夕町1丁目（のち金城四丁目）に工場および本社が移転。これは従来工場として借用していた土地に中日新聞社が新本社社屋を設置することになったためであり、新本社にも近い聖心布教所所有地を取得したものであった。ただし、この土地は地下鉄名城線建設工事および大津通拡幅用地に掛かっており、一旦仮設本社でしのぐなどの苦労もあった。
2008年（平成20年）4月、中部経済新聞社自社印刷の終了に伴い、中部経済新聞および同社が受託していた日刊ゲンダイ名古屋版の印刷が委託されるようになった。また、同年夏には名タイ印刷より聖教新聞および公明新聞が移管された。
2018年（平成30年）12月、名古屋市北区辻町2丁目に完成した辻町南工場が稼働開始。
2024年（令和6年）1月、官報にて資本金を1.42億円から5,000万円に減資すると発表、中小企業扱いとなる。
2024年3月、中部経済新聞社のゲンダイ事業撤退に伴い日刊ゲンダイ中部版印刷から撤退。